# Jacques-Philippe d'Orneval
Jacques-Philippe d’Orneval dit Dorneval est un auteur dramatique français né à Paris à une date inconnue et mort en 1766. 
On ignore tout de ses origines et de sa vie. Il a composé plus de 80 pièces pour les théâtres de la foire, seul ou en collaboration avec Alain-René Lesage, Louis Fuzelier, Alexis Piron, Joseph de La Font et Jacques Autreau.
Il termina sa vie à un âge avancé, après s'être passionné pour la chimie et la pierre philosophale.

## Publications
- Arlequin traitant, opéra-comique en trois actes, en prose et en vaudevilles (22 mars 1716, Foire Saint-Germain)
- Les Amours de Nanterre, opéra-comique en un acte en collaboration avec Autreau et Lesage (1718, Foire Saint-Laurent)
- L'Ile des Amazones, pièce en un acte en collaboration avec Lesage (1718, Foire Saint-Laurent). Interdite par l'Opéra-Comique.
- Le Monde renversé, pièce en un acte en collaboration avec Lesage (1718, Foire Saint-Laurent)
- La Forêt de Dodone, pièce en un acte en collaboration avec Fuzelier et Lesage (1721, Foire Saint-Germain)
- Le Rémouleur d'amour, pièce en un acte en collaboration avec Fuzelier et Lesage (5 février 1722, Théâtre des Marionnettes de Laplace à la Foire Saint-Germain)
- La Grand-mère amoureuse, pièce en trois actes en collaboration avec Fuzelier, musique de Gillier (18 février 1726, Foire Saint-Germain). Parodie de l'Atys de Quinault et Lully.
- Les Comédiens corsaires, prologue en collaboration avec Fuzelier et Lesage (20 septembre 1726, Foire Saint-Laurent)
- Les Amours déguisés, pièce en un acte en collaboration avec Lesage (20 septembre 1726, Foire Saint-Laurent)
- Achmet et Almanzine, pièce en trois actes en collaboration avec Lesage et Fuzelier, musique de Gillier (30 juin 1728, Foire Saint-Laurent)
- L'Opéra-Comique assiégé, en collaboration avec Lesage (26 mars 1730, Foire Saint-Germain)

« Lesage et Dorneval ont quitté du haut style
La beauté ;
Et pour Polichinelle ont abandonné Gilles
La rareté !
Il ne leur reste plus qu'à montrer par la ville
La curiosité. »
(Fuzelier cité par Pierre Laujon, Œuvres choisies, 1811)